# Lekovite gljive
Lekovite gljive su one gljive koje proizvode medicinsko značajne metabolite ili se mogu indukovati da proizvode takve metabolite koristeći biotehnologiju. Opseg medicinski aktivnih jedinjenja obuhvata antibiotike, antikancerne lekove, inhibitore holesterola, psihotropne lekove, Imunosupresive, kao i fungicide. Mada su inicijalna istraživanja bila usredsređena na jednostavne plesni poput onih koje uzrokuju kvarenje hrane, kasniji radovi su identifikovali korisna jedinjenja duž širokog opsega vrsta gljiva.

## Prirodna bogatstva
Pored mnogobrojnih biljnih vrsta, i gljive su od velikog značaja za čoveka i njegovo zdravlje. Hranljiva vrednost ovih šumskih plodova je velika. Njihov najvažniji sastojak čine proteini 1-4% u svežim, tj. 10-45% u suvim gljivama.Gljive za razliku od biljaka sadrže sve esencijalne aminokiseline neophodne za život ljudi. Bogate su ugljenim hidratima oko 3% u svežim odnosno 32% u suvim plodovima. Njihovu vrednost čine i vitamini, pre svega vitamini iz B grupe, i beta karoten, kao i vitamin C. Gljive su bogate mineralima: kalijumom, fosforom, natrijumom, sadrže i gvožđe i kalcijum. Do 95% mase gljiva čini voda.

## Lekovita svojstva
Lekovite pečurke imaju antibakterijsko i antivirusno dejstvo, žtite ljudski organizam od jonizujućeg zračenja i imaju niz drugih pozitivnih učinaka, na rad organa, čiste jetru, bubrege, krvne sudove, pomažu u lečenju šećerne bolesti, reume i arterioskleroze. Kod nas je rasprostranjen veliki broj gljiva koje se mogu gajiti, a da pritom ne izgube svoju lekovitu moć. Neke od često kultiviranih vrsta su:
- Bukovaca
- Lisičarka
- Vrganj

Tradicinalna medicina Kine, Japana i Koreje koristi gljive više od 5000 godina za održavanje i poboljšanje vitalnosti i zdravlja, kao i za lečenje mnogih obolenja. Poslednjih 50 godina iskustva i znanja tradicionalne medicine o snažnim lekovitim svojstvima lekovitih gljiva potvrđena su strogim naučnim metodama, velikim brojem naučnih radova i kliničkih studija. Njihova primena je sve šira i u akademskoj, zapadnoj medicini. 
Za razliku od lekova, koji leče posledice, a ne uzroke bolesti, medicinske gljive deluju na održavanje biološke homeostaze i ponovno uspostavljanje balansa i prirodne odbrane organizma. Sem toga, lekovi imaju niz neželjnih dejstava. Medicinske gljive i prirodni biološki aktivni preparati od gljiva mogu pomoći u prevenciji i lečenju različitih vrsta karcinoma, HIV-a, virusnih infekcija (od prehlade do herpesa i hepatitisa), koronarnih i bolesti krvnih sudova, ateroskleroze i povišenih lipida, dijabetesa, obolenja jetre, žučnog sistema i pankreasa, obolenja želuca i dvanaestopalačbog creva, bronhitisa, alergija, reumatoloških obolenja, artritisa, obolenja kože, psihoneuroloških i autoimunskih obolenja. 
Pored snažnog antivirusnog dejstva, poseduju i snažno antibakterijsko dejstvo,  tako da se mogu koristiti i kao prirodni antibiotici. Glavni mehanizam delovanja supstanci iz gljiva u prevenciji i lečenju tumora je imunostimulativni, odn. aktiviranje niza imunoloških reakcija u organizma domaćina. Beta glukani koče stvaranje materija koje slabe imunitet, a povećavaju stvaranje materija koje ga jačaju. Pospešuju stvaranje antitela, jačaju proizvodnju interferona i ubrzavaju stvaranje interleukina. Od gljiva se na potpuno prirodan način prave prahovi i ekstrakti, a radi konfornije upotrebe pakuju se u kapsule.

## Gljiva delekog istoka
Cordyceps sinesi se u današnje vreme smatra medicinski najvrednijom gljivom, čija brojna lekovita svojstva su u kineskoj tradicionalnoj medicini poznata još od antičkih vremena. Na zapadu se tek se u poslednjih nekoliko godina pristupilo naučnoj proveri njenih svojstava i brojnim istraživanjima je ustanovljeno da se radi o najpotentnijoj do sada izučavanoj gljivi, sa veoma širokim spektrom pozitivnih dejstava na čovekovo zdravlje.

## Dodatna literatura
- Strobel, G.; Daisy, B. (2003). „Bioprospecting for Microbial Endophytes and Their Natural Products - 2003”. Microbiology and Molecular Biology Reviews : MMBR. 67 (4): 491—502. PMC 309047 . PMID 14665674. doi:10.1128/MMBR.67.4.491-502.2003.

## Spoljašnje veze
- Antitumor Extrolites Produced by Penicillium Species
- Endophytic fungi for producing bioactive compounds originally from their host plants
- Cancer Research UK Medicinal Mushrooms: Their therapeutic properties and current medical usage with special emphasis on cancer treatments
- Memorial Sloan-Kettering Agaricus subrufescens, Phellinus linteus, Ganoderma lucidum, Trametes versicolor and PSK, Grifola frondosa, Inonotus obliquus, Pleurotus ostreatus, Cordyceps, Shiitake, Lentinan, AHCC.
- American Cancer Society. „Trametes versicolor and PSK”. Архивирано из оригинала 25. 06. 2010. г. Приступљено 02. 02. 2017., „Grifola frondosa”. Архивирано из оригинала 31. 03. 2010. г. Приступљено 02. 02. 2017., „Shiitake”. Архивирано из оригинала 14. 06. 2009. г. Приступљено 02. 02. 2017..
- National Cancer Institute Shiitake, Lentinan, Cordycepin